# Zidki
Zidki (en ucraïnès Зідьки, en rus Зидьки) és una vila de la província de Khàrkiv, Ucraïna. El 2021 tenia 3.725 habitants.